# Richard Hoton
Richard Hoton († 9. Januar 1308 in Poitiers) war ein Prior des Kathedralkapitels von Durham. Bekannt wurde er durch seinen jahrelangen Streit mit Bischof Antony Bek.

## Karriere als Geistlicher
Seinen Namen erhielt Richard Hoton nach dem Dorf Hutton bei Guisborough in Yorkshire. Möglicherweise war er ein Onkel jenes John Hoton, der 1335 die Ländereien der Familie dem Priorat von Guisborough stiftete. Er galt als gebildeter und vornehmer Benediktinermönch des Kathedralkapitels von Durham, der nach eigenen Angaben nicht nach weltlichen Würden strebte. 1283 benannten ihn die Mönche als einen der sieben Wahlmänner, die am 9. Juli Antony Bek zum neuen Bischof von Durham wählten. Vor 1286 wurde Hoton als Nachfolger von Roger of Methley Subprior. Als Bek als Bischof eingesetzt wurde, verlangte er den Rücktritt des bisherigen Priors Richard of Claxton, während Hoton als Subprior die Aufsicht über die Mönche des Kathedralkapitels übernehmen sollte. Bek war als Bischof zugleich Abt des Kathedralkapitels und beanspruchte deshalb die Verwaltung von dessen Ländereien verwalten. Bek schüchterte die Mönche so ein und zwang ihnen Henry of Horncastle, den Prior von Coldingham, als Verwalter auf. Als jedoch am 11. Januar 1286 Hugh of Darlington, der schon zwischen 1258 und 1272 Prior des Kathedralkapitels gewesen war, erneut zum Prior gewählt wurde, versetzte dieser Hoton in die kleine Mönchszelle Lytham in Lancashire, während er Coldingham zum einfachen Mönch degradierte. Als Darlington 1290 von seinem Amt zurücktrat, wählte das Kathedralkapitel am 24. März 1290 Hoton zum neuen Prior von Durham.

## Streit mit Bischof Bek
Hoton erwies sich als fähiger Verwalter, der die Einkünfte des Priorats bis 1293 auf £ 3985 steigerte. Er begann in Spennymoor Kohleabbau und kaufte in Oxford ein Haus für die Mönche des Kathedralkapitels, die an der dortigen Universität studierten. Im Mai 1300 begann jedoch ein langwieriger Streit mit Bischof Bek, als dieser aufgrund von Beschwerden über Hotons Verwaltung eine offizielle Visitation des Kathedralkapitels ankündigte. Hoton entgegnete, dass der Bischof bislang nur das Recht auf einen persönlichen Besuch ohne weiteres Gefolge hätte, und beschwerte sich bei den Erzbischöfen von York und Canterbury sowie beim Papst in Rom. Daraufhin exkommunizierte Bek den Prior und seine Anhänger, blockierte das Priorat und beschlagnahmte die Ländereien. Im Juni 1300 versuchte König Eduard I. zu vermitteln, doch sowohl der Bischof wie auch Hoton blieben unversöhnlich. Am 10. August 1300 ernannte Bek Henry of Lusby, den Prior von Lindisfarne, zum neuen Prior des Kathedralkapitels. Am 21. August stürmten Truppen des Bischofs das Priorat, und drei Tage später, am 24. August wurde Hoton vom Chorgestühl der Kathedrale von Durham gezerrt und verhaftet. Im Dezember konnte er jedoch aus der Haft entkommen und klagte den Bischof vor dem König und vor Papst Bonifatius VIII. an. Der Papst setzte im Februar 1302 Hoton wieder als Prior ein. Bek strengte jedoch erneut ein Verfahren an der päpstlichen Kurie gegen Hoton an, worauf der Papst im Juli 1302 eine Verfügung erließ, nach der der Bischof eine Visitation des Kathedralkapitels mit einem Gefolge von bis zu drei Beamten und einem Notar machen durfte. Damit war das Verfahren jedoch nicht beendet. Im Herbst 1306 reiste Hoton zur Kurie nach Frankreich, um sich von Papst Clemens V. seine Wiedereinsetzung bestätigen zu lassen. Gegen eine Gebühr von angeblich 1000 Mark wurde er im Oktober 1307 erneut als Prior bestätigt, starb aber wenig später in Frankreich.

## Folgen
Die Prozesse, die Hoton um sein Amt geführt hatte, hatten ihn gezwungen, Kredite bei ausländischen Geldverleihern aufzunehmen. Diese Kosten belasteten das Kathedralkapitel stark und führten zu einer starken Abneigung der Mönche, weitere Streitigkeiten mit den Bischöfen vor Gericht auszutragen. Die Verfügung Debent, die Papst Bonifatius über die bischöfliche Visitation des Kathedralkapitels erlassen hatte, wurde in das kanonische Recht aufgenommen.